# Llista de topònims de Passanant i Belltall
Llista de topònims (noms propis de lloc) del municipi de Passanant i Belltall, a la Conca de Barberà
Informació actualitzada per un bot. Els canvis manuals es perdran quan s'actualitzi!

## cabana
| imatge | Nom                          | Ubicat a             | instància de | Detalls | coordenades                                                         | Protecció | Commons (més fotos) | Dades a WD                    |
| ------ | ---------------------------- | -------------------- | ------------ | ------- | ------------------------------------------------------------------- | --------- | ------------------- | ----------------------------- |
|        | el Corralot                  | Passanant i Belltall | cabana       |         | 41° 30′ 59″ N, 1° 10′ 18″ E / 41.5163763268499°N,1.17169672175622°E |           |                     | Modifica les dades a Wikidata |
|        | era del Feliu                | Passanant i Belltall | cabana       |         | 41° 30′ 38″ N, 1° 10′ 44″ E / 41.5105027224665°N,1.17900366093176°E |           |                     | Modifica les dades a Wikidata |
|        | era del Roca                 | Passanant i Belltall | cabana       |         | 41° 31′ 59″ N, 1° 12′ 20″ E / 41.5331031986994°N,1.20549579479636°E |           |                     | Modifica les dades a Wikidata |
|        | era del Teclet               | Passanant i Belltall | cabana       |         | 41° 30′ 38″ N, 1° 11′ 00″ E / 41.5105527389887°N,1.1833040088226°E  |           |                     | Modifica les dades a Wikidata |
|        | era del Verdú                | Passanant i Belltall | cabana       |         | 41° 30′ 37″ N, 1° 11′ 00″ E / 41.5101588822645°N,1.18345881372759°E |           |                     | Modifica les dades a Wikidata |
|        | pallissa del Carles          | Passanant i Belltall | cabana       |         | 41° 32′ 03″ N, 1° 12′ 04″ E / 41.5341238339224°N,1.20106836176972°E |           |                     | Modifica les dades a Wikidata |
|        | pallissa del Josep del Miliu | Passanant i Belltall | cabana       |         | 41° 31′ 49″ N, 1° 12′ 34″ E / 41.5302120523823°N,1.2095431657148°E  |           |                     | Modifica les dades a Wikidata |
|        | pallissa del Marimon         | Passanant i Belltall | cabana       |         | 41° 32′ 23″ N, 1° 11′ 27″ E / 41.5397378910305°N,1.19091475402223°E |           |                     | Modifica les dades a Wikidata |

## casa
| imatge | Nom                        | Ubicat a             | instància de | Detalls                     | coordenades                                                                           | Protecció                                  | Commons (més fotos) | Dades a WD                    |
| ------ | -------------------------- | -------------------- | ------------ | --------------------------- | ------------------------------------------------------------------------------------- | ------------------------------------------ | ------------------- | ----------------------------- |
|        | Cal Rosaret                | Belltall             | casa         | 16th century                | 41° 30′ 18″ N, 1° 11′ 11″ E / 41.50503°N,1.18634°E ca:Pl. de les Capelles, 5 773 msnm | bé integrant del patrimoni cultural català | Cal Rosaret         | Modifica les dades a Wikidata |
|        | Portal amb casa a Belltall | Passanant i Belltall | casa         | Estil: arquitectura popular | 41° 30′ 18″ N, 1° 11′ 11″ E / 41.50512°N,1.18641°E                                    | bé integrant del patrimoni cultural català |                     | Modifica les dades a Wikidata |

## castell
| imatge | Nom                  | Ubicat a             | instància de | Detalls                      | coordenades                                                                          | Protecció                                            | Commons (més fotos)                      | Dades a WD                    |
| ------ | -------------------- | -------------------- | ------------ | ---------------------------- | ------------------------------------------------------------------------------------ | ---------------------------------------------------- | ---------------------------------------- | ----------------------------- |
|        | Castell de Ferran    | Passanant i Belltall | castell      |                              | 41° 32′ 15″ N, 1° 11′ 21″ E / 41.537608°N,1.189197°E 705 msnm                        | bé integrant del patrimoni cultural català           | Castell de Ferran (Passanant i Belltall) | Modifica les dades a Wikidata |
|        | Castell de Glorieta  | Passanant i Belltall | castell      | Estil: arquitectura romànica | 41° 31′ 12″ N, 1° 12′ 18″ E / 41.52°N,1.20488°E ca:Glorieta 726 msnm                 | bé d'interès cultural bé cultural d'interès nacional | Castell de Glorieta                      | Modifica les dades a Wikidata |
|        | Castell de Passanant | Passanant i Belltall | castell      | Estil: arquitectura popular  | 41° 31′ 56″ N, 1° 11′ 45″ E / 41.532144°N,1.195901°E ca:Raval del Castell 729 msnm   | bé d'interès cultural bé cultural d'interès nacional | Castell de Passanant                     | Modifica les dades a Wikidata |
|        | Castell de la Sala   | Passanant i Belltall | castell      | Estil: arquitectura romànica | 41° 31′ 08″ N, 1° 13′ 03″ E / 41.518983°N,1.217598°E ca:La Sala de Comalats 757 msnm | bé d'interès cultural bé cultural d'interès nacional | Castell de la Sala                       | Modifica les dades a Wikidata |

## entitat singular de població
| imatge | Nom                 | Ubicat a             | instància de                                   | Detalls | coordenades | Protecció | Commons (més fotos)             | Dades a WD                    |
| ------ | ------------------- | -------------------- | ---------------------------------------------- | ------- | --- | --------- | ------------------------------- | ----------------------------- |
|        | Belltall            | Passanant i Belltall | entitat singular de població                   | 57 hab  | 41° 30′ 19″ N, 1° 11′ 10″ E / 41.5053°N,1.18611°E 772 msnm |           | Belltall                        | Modifica les dades a Wikidata |
|        | Glorieta            | Passanant i Belltall | entitat singular de població                   | 5 hab   | 41° 31′ 12″ N, 1° 12′ 15″ E / 41.52°N,1.204167°E ca:Trencall que surt de la carretera de Passanant a Forès 727 msnm                                                                                    |           | Glorieta (Passanant i Belltall) | Modifica les dades a Wikidata |
|        | Passanant           | Passanant i Belltall | entitat singular de població capital municipal | 70 hab  | 41° 31′ 55″ N, 1° 11′ 48″ E / 41.53186338°N,1.19680068°E 715 msnm |           |                                 | Modifica les dades a Wikidata |
|        | el Fonoll           | Passanant i Belltall | entitat singular de població                   | 22 hab  | 41° 31′ 44″ N, 1° 13′ 53″ E / 41.5288°N,1.2315°E ca:Accés des de la carretera de Vallfogona de Riucorb a Guimerà, a l'alçada del molí de la Cadena, o des de la crretera de Forès a Passanant 636 msnm |           | El Fonoll                       | Modifica les dades a Wikidata |
|        | la Pobla de Ferran  | Passanant i Belltall | entitat singular de població                   | 2 hab   | 41° 32′ 13″ N, 1° 11′ 25″ E / 41.537°N,1.1903°E 705 msnm |           | La Pobla de Ferran              | Modifica les dades a Wikidata |
|        | la Sala de Comalats | Passanant i Belltall | entitat singular de població                   | 6 hab   | 41° 31′ 06″ N, 1° 13′ 03″ E / 41.51833333°N,1.2175°E ca:Trencall que surt de la carretera de Passanant a Forès 755 msnm                                                                                |           | La Sala de Comalats             | Modifica les dades a Wikidata |

## església
| imatge | Nom                                                   | Ubicat a             | instància de | Detalls                                  | coordenades                                                                            | Protecció                                  | Commons (més fotos)                                   | Dades a WD                    |
| ------ | ----------------------------------------------------- | -------------------- | ------------ | ---------------------------------------- | -------------------------------------------------------------------------------------- | ------------------------------------------ | ----------------------------------------------------- | ----------------------------- |
|        | Sant Blai del Fonoll                                  | Passanant i Belltall | església     | Estil: arquitectura romànica             | 41° 31′ 42″ N, 1° 13′ 50″ E / 41.5283°N,1.23061°E                                      | bé cultural d'interès local                | Sant Blai del Fonoll                                  | Modifica les dades a Wikidata |
|        | Sant Pere de Belltall                                 | Passanant i Belltall | església     | Estil: arquitectura neoclàssica          | 41° 30′ 16″ N, 1° 11′ 11″ E / 41.5044°N,1.18629°E                                      | bé cultural d'interès local                | Sant Pere de Belltall                                 | Modifica les dades a Wikidata |
|        | església de la Nativitat de la Verge Maria de la Sala | Passanant i Belltall | església     | Estil: arquitectura popular              | 41° 31′ 07″ N, 1° 13′ 04″ E / 41.518739°N,1.217811°E                                   | bé cultural d'interès local                | Església de la Nativitat de la Verge Maria de la Sala | Modifica les dades a Wikidata |
|        | església parroquial de Sant Jaume de Passanant        | Passanant i Belltall | església     | Estil: arquitectura barroca              | 41° 32′ 21″ N, 1° 11′ 48″ E / 41.539103°N,1.196792°E                                   | bé cultural d'interès local                | Sant Jaume de Passanant                               | Modifica les dades a Wikidata |
|        | església parroquial de l'Assumpció de la Glorieta     | Passanant i Belltall | església     | Estil: arquitectura popular 19th century | 41° 31′ 11″ N, 1° 12′ 17″ E / 41.519608°N,1.204667°E ca:C. Església, Glorieta 727 msnm | bé integrant del patrimoni cultural català | Església de l'Assumpció de la Glorieta                | Modifica les dades a Wikidata |

## masia
| imatge | Nom               | Ubicat a             | instància de | Detalls | coordenades                                                         | Protecció | Commons (més fotos) | Dades a WD                    |
| ------ | ----------------- | -------------------- | ------------ | ------- | ------------------------------------------------------------------- | --------- | ------------------- | ----------------------------- |
|        | Ca l'Ignàsio      | Passanant i Belltall | masia        |         | 41° 32′ 18″ N, 1° 13′ 03″ E / 41.5382174154095°N,1.21754590271504°E |           |                     | Modifica les dades a Wikidata |
|        | Hostal Nou        | Passanant i Belltall | masia        |         | 41° 32′ 02″ N, 1° 13′ 27″ E / 41.5337904993204°N,1.2242363071869°E  |           |                     | Modifica les dades a Wikidata |
|        | Masia del Cardona | Passanant i Belltall | masia        |         | 41° 32′ 16″ N, 1° 13′ 03″ E / 41.5378°N,1.21759°E 692 msnm          |           |                     | Modifica les dades a Wikidata |

## molí d'aigua
| imatge | Nom                  | Ubicat a             | instància de | Detalls                     | coordenades                                       | Protecció                                  | Commons (més fotos)  | Dades a WD                    |
| ------ | -------------------- | -------------------- | ------------ | --------------------------- | ------------------------------------------------- | ------------------------------------------ | -------------------- | ----------------------------- |
|        | Molinot de Ferran    | Passanant i Belltall | molí d'aigua | Estil: arquitectura gòtica  |                                                   | bé integrant del patrimoni cultural català |                      | Modifica les dades a Wikidata |
|        | Molí d'en Jaume Roca | Passanant i Belltall | molí d'aigua | Estil: arquitectura popular | 41° 31′ 10″ N, 1° 13′ 57″ E / 41.51958°N,1.2325°E | bé integrant del patrimoni cultural català | Molí d'en Jaume Roca | Modifica les dades a Wikidata |
|        | Molí del Carlà       | Passanant i Belltall | molí d'aigua | Estil: arquitectura popular |                                                   | bé integrant del patrimoni cultural català |                      | Modifica les dades a Wikidata |

## muntanya
| imatge | Nom              | Ubicat a                                    | instància de | Detalls | coordenades                                                          | Protecció | Commons (més fotos) | Dades a WD                    |
| ------ | ---------------- | ------------------------------------------- | ------------ | ------- | -------------------------------------------------------------------- | --------- | ------------------- | ----------------------------- |
|        | Roques d'en Ponç | Passanant i Belltall Vallbona de les Monges | muntanya     |         | 41° 29′ 28″ N, 1° 10′ 42″ E / 41.491069°N,1.178205°E                 |           |                     | Modifica les dades a Wikidata |
|        | els Vedats       | Passanant i Belltall                        | muntanya     |         | 41° 31′ 38″ N, 1° 11′ 41″ E / 41.5271°N,1.194688888888889°E 738 msnm |           |                     | Modifica les dades a Wikidata |

## porta de ciutat
| imatge | Nom                             | Ubicat a             | instància de    | Detalls                                  | coordenades                                                 | Protecció                                  | Commons (més fotos)   | Dades a WD                    |
| ------ | ------------------------------- | -------------------- | --------------- | ---------------------------------------- | ----------------------------------------------------------- | ------------------------------------------ | --------------------- | ----------------------------- |
|        | Portal de Baix                  | Passanant i Belltall | porta de ciutat | Estil: arquitectura gòtica               | 41° 31′ 53″ N, 1° 11′ 48″ E / 41.53127°N,1.19661°E          | bé integrant del patrimoni cultural català |                       | Modifica les dades a Wikidata |
|        | Portal de la Glorieta           | Passanant i Belltall | porta de ciutat | Estil: arquitectura popular 15th century | 41° 31′ 11″ N, 1° 12′ 16″ E / 41.51962°N,1.20454°E 708 msnm | bé integrant del patrimoni cultural català | Portal de la Glorieta | Modifica les dades a Wikidata |
|        | Portal de la pujada del Castell | Passanant i Belltall | porta de ciutat | Estil: arquitectura popular              | 41° 31′ 54″ N, 1° 11′ 46″ E / 41.5316°N,1.19619°E           | bé integrant del patrimoni cultural català |                       | Modifica les dades a Wikidata |

## Misc
| imatge | Nom                                       | Ubicat a                                                                | instància de      | Detalls                                 | coordenades                                                                                              | Protecció                                  | Commons (més fotos)           | Dades a WD                    |
| ------ | ----------------------------------------- | ----------------------------------------------------------------------- | ----------------- | --------------------------------------- | --- | ------------------------------------------ | ----------------------------- | ----------------------------- |
|        | Granja del Cisco                          | Passanant i Belltall                                                    | granja            |                                         | 41° 30′ 23″ N, 1° 11′ 02″ E / 41.5065105135803°N,1.18399217261878°E                                      |                                            |                               | Modifica les dades a Wikidata |
|        | casa consistorial de Passanant i Belltall | Passanant i Belltall                                                    | casa consistorial |                                         | 41° 31′ 55″ N, 1° 11′ 49″ E / 41.5319023°N,1.1970813°E                                                   |                                            |                               | Modifica les dades a Wikidata |
|        | creu de terme del Belltall                | Passanant i Belltall                                                    | creu de terme     | Estil: arquitectura gòtica 18th century | 41° 30′ 08″ N, 1° 11′ 13″ E / 41.5023°N,1.18708°E ca:Sortida de Belltall direcció Solivell 790 msnm      | bé integrant del patrimoni cultural català | Creu de terme del Belltall    | Modifica les dades a Wikidata |
|        | font de la Pobla                          | Passanant i Belltall                                                    | font              |                                         | 41° 32′ 33″ N, 1° 11′ 32″ E / 41.5425778518189°N,1.19223823249018°E                                      |                                            |                               | Modifica les dades a Wikidata |
|        | les Eres                                  | Passanant i Belltall                                                    | indret            |                                         | 41° 29′ 55″ N, 1° 11′ 22″ E / 41.4985787437725°N,1.1893414407924°E                                       |                                            |                               | Modifica les dades a Wikidata |
|        | parc eòlic Serra del Tallat               | Passanant i Belltall Vallbona de les Monges                             | parc eòlic        |                                         | 41° 30′ 12″ N, 1° 08′ 12″ E / 41.50343333°N,1.13673889°E serra del Tallat                                |                                            | Wind farm on Serra del Tallat | Modifica les dades a Wikidata |
|        | riera de Maldanell                        | Passanant i Belltall Vallbona de les Monges Sant Martí de Riucorb Maldà | curs d'aigua      | Desemboca: riu Corb Llarg: 13km         | 41° 29′ 45″ N, 1° 10′ 36″ E / 41.49584°N,1.176776°E 41° 33′ 18″ N, 1° 01′ 53″ E / 41.554913°N,1.031324°E |                                            |                               | Modifica les dades a Wikidata |